# Saint-Jacques-en-Valgodemard
Saint-Jacques-en-Valgodemard – miejscowość i gmina we Francji, w regionie Prowansja-Alpy-Lazurowe Wybrzeże, w departamencie Alpy Wysokie.

## Demografia
Według danych na rok 1990 gminę zamieszkiwało 147 osób, a gęstość zaludnienia wynosiła 9,39 osób/km². W styczniu 2015 r. Saint-Jacques-en-Valgodemard zamieszkiwało 150 osób, przy gęstości zaludnienia wynoszącej 9,58 osób/km².